# Lunga (Zambia)
Lunga è un ward dello Zambia, parte della Provincia di Luapula e del Distretto di Samfya.